# Ivan Voetsov
Ivan Kolev Voetsov (Bulgaars: Иван Кoлeв Вуцов) (Gabrovo, 14 december 1939 - Sofia, 18 januari 2019) was een Bulgaars voetballer en voetbalcoach.
Hij speelde bij Botev Plovdiv, Levski Sofia en Akademik Sofia. Hij heeft negen seizoenen gespeeld bij Levski Sofia, waarmee hij tweemaal Bulgaars landskampioen werd en een keer de Bulgaarse beker won. Voetsov werd na zijn carrière vicepresident van en had verschillende administratieve functies bij de Bulgaarse voetbalbond. Voetsovs zoon Velislav is ook een voormalig voetballer.
Hij heeft drie wedstrijden gespeeld op het Wereldkampioenschap 1966.